# Amphiacusta eritheles
Amphiacusta eritheles är en insektsart som beskrevs av Otte, D. och Perez-gelabert 2009. Amphiacusta eritheles ingår i släktet Amphiacusta och familjen syrsor. Inga underarter finns listade i Catalogue of Life.